# John Cocke
John Cocke (30 de maig de 1925 – 16 de juliol de 2002) fou un informàtic nord-americà, reconegut per la seva gran contribució a l'arquitectura d'ordinadors i el disseny de compiladors optimitzadors. Molts el consideren "el pare de l'arquitectura RISC".
Va assistir a la Universitat Duke, on es va llicenciar en Enginyeria Mecànica el 1946 i es va doctorar el 1956. Cocke va passar tota la seva carrera professional fent recerca industrial a IBM, entre 1956 i 1992.
Potser el projecte on van destacar més les seves innovacions fou el miniordinador IBM 801, on va adonar-se que adaptar el disseny del joc d'instruccions de l'arquitectura a les instruccions relativament simples que generaven els compiladors podia permetre un alt rendiment a un cost baix.
És un dels inventors de l'algorisme CYK (la C és pel seu cognom). També va col·laborar en els primers treballs sobre reconeixement de veu i traducció automàtica que es van fer a IBM els anys 1970 i 1980. La idea d'utilitzar un model de llenguatge amb trigrames per al reconeixement de veu va ser seva.
Cocke va ser nomenat IBM Fellow el 1972. Va guanyar el Premi Eckert-Mauchly el 1985, el premi Turing de l'ACM el 1987, la Medalla Nacional de Tecnologia el 1991 i la Medalla Nacional de Ciència el 1994, el Certificat de Mèrit de l'Institut Franklin el 1996, el premi Seymour Cray d'Informàtica i Enginyeria el 1999, i la Medalla Benjamin Franklin el 2000.
El 2002, va ser nomenat Fellow del Computer History Museum "pel seu desenvolupament i implementació de l'arquitectura informàtica amb joc d'instruccions reduïdes i la tecnologia d'optimització de programes".